# Кадук сивий
Кадук сивий (Myrmotherula menetriesii) — вид горобцеподібних птахів родини сорокушових (Thamnophilidae). Мешкає в Південній Америці. Вид отримав назву на честь французького зоолога Едуарда Менетріє.

## Опис
Довжина птаха становить 9-10 см, вага 8-9 г. Самець сірий з сизим відтінком, нижня частина тіла світліша, горло білувате. На крилах чорні смужки. У самиці нижня частина тіла жовтувато-коричнева, смужки на крилах відсутні.

## Підвиди
Виділяють п'ять підвидів:
- M. m. pallida Berlepsch & Hartert, E, 1902 — південно-західна Венесуела (захід штату Болівар, Амасонас), північно-західна Бразилія (Рорайма і Амазонас на північ від Амазонки), східна Колумбія, східний Еквадор, північний схід Перу (на північ від Амазонки і Мараньйону);
- M. m. cinereiventris Sclater, PL & Salvin, 1868 — південно-східна Венесуела (схід штату Болівар), Гаяна, Французька Гвіана, Суринам, північний схід бразильської Амазонії (Амапа, північ штату Пара);
- M. m. menetriesii (d'Orbigny, 1837) — схід і південний схід Перу (на південь від Амазонки і Мараньйону), південний захід бразильської Амазонії (південь штату Акрі на схід від Мадейри), північний захід Болівії;
- M. m. berlepschi Hellmayr, 1903 — південь центральної частини бразильської Амазонії (від Мадейри на схід до Тапажоса і на південь до Рондонії), північна, східна і північно-східна Болівія;
- M. m. omissa Todd, 1927 — від Тапажоса на схід до Мараньяна.

## Поширення і екологія
Сиві кадуки мешкають в амазонійській сельві на висоті до 1000 м над рівнем моря.